# Europejska Nagroda Muzyczna MTV dla najlepszego portugalskiego wykonawcy
Europejska Nagroda Muzyczna MTV dla najlepszego portugalskiego wykonawcy - nagroda przyznawana przez redakcję MTV Portugal podczas corocznego rozdania MTV Europe Music Awards. Nagrodę dla najlepszego portugalskiego wykonawcy po raz pierwszy przyznano w 2003 roku. O zwycięstwie decydują widzowie za pomocą głosowania internetowego i telefonicznego (smsowego). 

## Portugalscy laureaci i nominowani do nagrody MTV
| Rok  | Laureat            | Nominowani                                                       |
| ---- | ------------------ | ---------------------------------------------------------------- |
| 2003 | Blind Zero         | - Blasted Mechanism - David Fonseca - Fonzie - Primitive Reason  |
| 2004 | Da Weasel          | - Clã - Gomo - Mesa - Toranja                                    |
| 2005 | The Gift           | - Blasted Mechanism - Boss AC - Da Weasel - Humanos              |
| 2006 | Moonspell          | - Boss AC - Expensive Soul - David Fonseca - Mind Da Gap         |
| 2007 | Da Weasel          | - Blasted Mechanism - Buraka Som Sistema - Fonzie - Sam The Kid  |
| 2008 | Buraka Som Sistema | - Rita redshoes - Sam The Kid - Slimmy - The Vicious Five        |
| 2009 | Xutos e Pontapés   | - Buraka Som Sistema - David Fonseca - Os Pontos Negros - X-Wife |
| 2010 | Nu Soul Family     | - Deolinda - Diabo na Cruz - Legendary Tiger Man - Orelha Negra  |
| 2011 | Aurea              | - Amor Electro - Diego Miranda - Expensive Soul - The Gift       |
| 2012 | Aurea              | - Amor Electro - Klepht - Monica Ferraz - Os Azeitonas           |
| 2013 | Filipe Pinto       | - Monica Ferraz - Os Azeitonas - Richie Campbell - The Gift      |
| 2014 | David Carreira     | - Amor Electro - Diego Miranda - HMB - Richie Campbell           |
| 2015 | Agir               | - Carolina Deslandes - Carlão - D.A.M.A - Richie Campbell        |
| 2016 | David Carreira     | - D.A.M.A - Aurea - HMB - Carlão                                 |
| 2017 | DJ Overule         | - HMB - Mickael Carreira - Miguel Araújo - Virgul                |
| 2018 | Diogo Piçarra      | - Bárbara Bandeira - Blaya - Carolina Deslandes - Bispo          |
| 2019 | Fernando Daniel    | - David Carreira - Plutónio - ProfJam - TAY                      |